# Diocèse de Rayagada
Le Diocèse de Rayagada (en latin:Dioecesis Rayagadensis) est une circonscription ecclésiastique de l'Église catholique en Odisha (Inde, dont le siège est à Rayagada dans la partie méridionale de cet état. Érigé en 2016 le diocèse est, depuis sa fondation, gouverné par Mgr Aplinar Senapati et son siège épiscopal se trouve en la cathédrale Saint-Joseph-Artisan de Rayagada.

## Histoire et territoire
Le diocèse de Rayagada est créé le 11 avril 2016 par détachement du diocèse de Berhampur. Il couvre les districts civils de Kalahandi, de Koraput, de Malkangiri, de Nabarangpur, de Nuapada, et de Rayagada en Odisha.